# Nightbeast – Terror aus dem Weltall
Nightbeast – Terror aus dem Weltall ist ein Science-Fiction-Horrorfilm von Don Dohler aus dem Jahr 1982. Der Film wurde später von Troma Entertainment aufgekauft und vermarktet.

## Handlung
Auf einem intergalaktischen Flug durch das Sonnensystem, wird das Raumschiff eines reptiloiden Außerirdischen von einem Asteroiden getroffen und legt auf der Erde eine Bruchlandung hin. Nachdem sein Schiff explodiert, beginnt der hochaggressive Außerirdische eine Spur der Zerstörung durch das kleine Städtchen Perry Hill in den USA zu ziehen. Der örtliche Sheriff Cinder, Deputy Lisa Kent und einige bewaffnete Freiwillige stellen sich dem Wesen und seiner übermächtigen Strahlenpistole erfolglos entgegen. Sie evakuieren die Stadt und arbeiten an einem Plan, den kugelsicheren Außerirdischen zu stoppen. Allerdings gestaltet sich die Evakuierung schwierig, da der Gouverneur gerade eine Party des Bürgermeisters besucht und ein Rowdy gleichzeitig seine Freundin ermordet.
Es gelingt dem Sheriff jedoch, den Mörder zu stoppen. Ein Akademikerpärchen schließlich hilft dem Sheriff. Mit einem riesigen Akkumulator können sie das Wesen in eine Stromfalle locken und ausschalten.

## Produktion
Der Film wurde mit einem sehr geringen Budget (etwa 42.000 USD) von August bis September 1981 in Baltimore, Maryland, gedreht. Er erschien November 1982 in den Vereinigten Staaten direkt auf Video. Laut einigen Quellen soll es sich um eine Art Remake von Don Dohlers Film The Alien Factor von 1978 handeln. Zumindest soll die Story und einige Charakternamen dieselben sein. In den 1990ern kaufte Troma Entertainment den Film auf und veröffentlichten sowohl eine VHS- als auch eine DVD-Fassung.
Eine deutschsprachige Fassung wurde zunächst auf VHS veröffentlicht. Diese Fassung wurde um eine Sexszene gekürzt und war von 1984 bis 2009 in Deutschland indiziert. Am 27. Februar 2009 erfolgte eine Listenstreichung. Am 7. November 2011 wurde eine ungekürzte Neuveröffentlichung auf DVD über das Label ’84 Entertainment in mehreren limitierten und unlimitierten Fassungen veröffentlicht. 2012 veröffentlichte Troma die englischsprachige Version des Films zusammen mit einhundertfünfzig anderen Produktionen auf dem Internet-Videoportal Youtube.
Der spätere Regisseur und Filmproduzent J. J. Abrams komponierte die Musik zum Film. Er war zu diesem Zeitpunkt 16 Jahre alt.

## Kritik
Der Film überzeugte das Genrepublikum vor allem durch seine Gore-Effekte, weniger durch eine stümperhaft wirkende Sexszene und das allgemein schlechte Schauspiel aller Akteure.
Am 3. Mai 2019 wurde der Film im Rahmen der Tele-5-Reihe Die schlechtesten Filme aller Zeiten gezeigt.